# 柘林镇 (永修县)
柘林镇，是中华人民共和国江西省九江市永修县下辖的一个乡镇级行政单位。

## 行政区划
柘林镇下辖以下地区：
联丰社区、莲花路社区、易家河村、司马村和渔业队生活区。